# Beauty Never Lies
"Beauty Never Lies" é uma canção da cantora sérvia Bojana Stamenov. Esta canção irá representar a Sérvia em Viena, Áustria no Festival Eurovisão da Canção 2015, na 1ª semifinal, no dia 19 de Maio de 2015.